# Randy McKay
Hugh Randall McKay (* 25. ledna 1967, Montreal, Quebec, Kanada) je bývalý kanadský hokejový útočník. S týmem New Jersey Devils je dvojnásobným vítězem Stanley Cupu.
Draftován byl v roce 1985 týmem Detroit Red Wings v šestém kole. V NHL odehrál za Detroit Red Wings, New Jersey Devils, Dallas Stars a Montreal Canadiens celkem 932 zápasů v základní části a 123 v play-off. V základní části vstřelil 162 gólů a zaznamenal 201 asistencí. V play-off 20 gólů a 23 asistencí.